# Rębieskie-Kolonia
Rębieskie-Kolonia – kolonia w Polsce położona w województwie łódzkim, w powiecie zduńskowolskim, w gminie Zduńska Wola.
Do 2007 r. – Nowe Rębieskie; kolonia samodzielna.
Miejscowość wchodzi w skład sołectwa Rębieskie.
W latach 1975–1998 miejscowość administracyjnie należała do województwa sieradzkiego.